# Lista de deputados estaduais do Acre da 7.ª legislatura
Esta é a lista de deputados estaduais do Acre para a legislatura 1987–1991.

## Composição das bancadas
| Partido | Líder           | Bancada | Posição  |
| ------- | --------------- | ------- | -------- |
| PMDB    | Raimundo Salles | 13 / 24 | Governo  |
| PDS     | Edmundo Pinto   | 10 / 24 | Oposição |
| PFL     | João Tezza      | 1 / 24  | Oposição |

## Deputados estaduais
| Número | Deputados estaduais eleitos   | Partido | Votação | Percentual | Cidade onde nasceu | Unidade federativa |
| 15888  | Manoel Machado                | PMDB    | 3.580   | 2,79%      | Cruzeiro do Sul    | Acre               |
| 15030  | Raimundo Salles               | PMDB    | 3.580   | 2,79%      | Sena Madureira     | Acre               |
| 15193  | Ariosto Migueis               | PMDB    | 2.766   | 2,16%      | Rio Branco         | Acre               |
| 15020  | Alcimar Leitão                | PMDB    | 2.491   | 1,94%      | Feijó              | Acre               |
| 15666  | Valmir Ribeiro                | PMDB    | 2.418   | 1,89%      | Brasiléia          | Acre               |
| 11123  | Francisco Lopes               | PDS     | 2.172   | 1,69%      | Araripe            | Ceará              |
| 15080  | Vagner Sales                  | PMDB    | 1.991   | 1,55%      | Cruzeiro do Sul    | Acre               |
| 15043  | Josias Farias                 | PMDB    | 1.967   | 1,53%      | Tarauacá           | Acre               |
| 15123  | Mauri Sérgio de Oliveira      | PMDB    | 1.959   | 1,53%      | Xapuri             | Acre               |
| 15456  | Valdemir Lopes                | PMDB    | 1.811   | 1,41%      | Epitaciolândia     | Acre               |
| 15052  | Félix Pereira                 | PMDB    | 1.776   | 1,38%      | Plácido de Castro  | Acre               |
| 11002  | Átila Vianna                  | PDS     | 1.660   | 1,29%      | Brasiléia          | Acre               |
| 11111  | Edmundo Pinto                 | PDS     | 1.547   | 1,20%      | Rio Branco         | Acre               |
| 15678  | Francisco Thaumaturgo         | PMDB    | 1.546   | 1,20%      | Tarauacá           | Acre               |
| 11444  | Ulisses Modesto               | PDS     | 1.524   | 1,19%      | Sena Madureira     | Acre               |
| 11222  | Isnard Leite                  | PDS     | 1.518   | 1,18%      | Rio Branco         | Acre               |
| 11933  | Romildo Magalhães             | PDS     | 1.518   | 1,18%      | Feijó              | Acre               |
| 25222  | João Tezza                    | PFL     | 1.500   | 1,17%      | Manaus             | Amazonas           |
| 15321  | Elson Santiago                | PMDB    | 1.497   | 1,17%      | Cruzeiro do Sul    | Acre               |
| 15650  | Pedro Yarzon                  | PMDB    | 1.442   | 1,12%      | Humaitá            | Amazonas           |
| 11822  | José Augusto Araújo de Farias | PDS     | 1.393   | 1,08%      | Feijó              | Acre               |
| 11200  | Luiz Garcia                   | PDS     | 1.373   | 1,07%      | Senador Guiomard   | Acre               |
| 11000  | Ilson Alves Ribeiro           | PDS     | 1.267   | 0,99%      | Sena Madureira     | Acre               |
| 11777  | Maria das Vitórias Soares     | PDS     | 1.234   | 0,96%      | Sena Madureira     | Acre               |